# ビーファイター
ビーファイターは、1995年2月から1997年2月までテレビ朝日系列で毎週日曜8:00 - 8:30（JST）に放送された、東映制作の特撮ヒーローアクションドラマのシリーズ。また、そのシリーズに登場するヒーローの総称。

## 概要
レスキューポリスシリーズ以来となる世界観を共有した作品であり、老師などの一部キャラクターが共通していて、『ビーファイターカブト』後半から『重甲ビーファイター』主人公たちが登場している。
2作品共通のテーマとして、「自然破壊」「異次元世界の存在」などがあり、インセクトアーマーなどの設定も受け継がれている。
第3作として『シーファイター』が企画されたがその話も立ち消えとなり、最終的には『ビーロボカブタック』が制作することになった。

## 映像作品

### テレビシリーズ
- 重甲ビーファイター
  - 1995年2月5日 - 1996年2月25日（全53話）
- ビーファイターカブト
  - 1996年3月3日 - 1997年2月16日（全50話）

### 映画作品
- 劇場版 重甲ビーファイター
  - 1995年4月15日公開。

### 海外展開
- ビートルボーグ[3]
- ビートルボーグ・メタリックス[3]

## DVD情報
- 『超人機メタルダー』から『ブルースワット』までのメタルヒーローシリーズ作品よりも先に、2006年6月21日から2007年3月21日にかけてDVD化された。

## 放映ネット局
| 放送対象地域  | 放送局           | 系列                                         | 備考                       |
| ------------- | ---------------- | -------------------------------------------- | -------------------------- |
| 関東広域圏    | テレビ朝日       | テレビ朝日系列                               | 制作局                     |
| 北海道        | 北海道テレビ     | テレビ朝日系列                               |                            |
| 青森県        | 青森朝日放送     | テレビ朝日系列                               |                            |
| 岩手県        | IBC岩手放送      | TBS系列                                      | 『ビーファイター』のみ放送 |
| 岩手県        | 岩手朝日テレビ   | テレビ朝日系列                               | 1996年10月開局から         |
| 宮城県        | 東日本放送       | テレビ朝日系列                               |                            |
| 秋田県        | 秋田朝日放送     | テレビ朝日系列                               |                            |
| 山形県        | 山形テレビ       | テレビ朝日系列                               |                            |
| 福島県        | 福島放送         | テレビ朝日系列                               |                            |
| 新潟県        | 新潟テレビ21     | テレビ朝日系列                               |                            |
| 長野県        | 長野朝日放送     | テレビ朝日系列                               |                            |
| 山梨県        | テレビ山梨       | TBS系列                                      |                            |
| 静岡県        | 静岡朝日テレビ   | テレビ朝日系列                               |                            |
| 石川県        | 北陸朝日放送     | テレビ朝日系列                               |                            |
| 福井県        | 福井放送         | 日本テレビ系列 テレビ朝日系列                |                            |
| 中京広域圏    | 名古屋テレビ     | テレビ朝日系列                               |                            |
| 近畿広域圏    | 朝日放送         | テレビ朝日系列                               |                            |
| 島根県 鳥取県 | 山陰放送         | TBS系列                                      |                            |
| 広島県        | 広島ホームテレビ | テレビ朝日系列                               |                            |
| 山口県        | 山口朝日放送     | テレビ朝日系列                               |                            |
| 香川県 岡山県 | 瀬戸内海放送     | テレビ朝日系列                               |                            |
| 愛媛県        | テレビ愛媛       | フジテレビ系列                               | 1995年3月まで              |
| 愛媛県        | 愛媛朝日テレビ   | テレビ朝日系列                               | 1995年4月開局から          |
| 高知県        | テレビ高知       | TBS系列                                      |                            |
| 徳島県        | 四国放送         | 日本テレビ系列                               |                            |
| 福岡県        | 九州朝日放送     | テレビ朝日系列                               |                            |
| 長崎県        | 長崎文化放送     | テレビ朝日系列                               |                            |
| 熊本県        | 熊本朝日放送     | テレビ朝日系列                               |                            |
| 大分県        | 大分朝日放送     | テレビ朝日系列                               |                            |
| 宮崎県        | テレビ宮崎       | フジテレビ系列 日本テレビ系列 テレビ朝日系列 | 『ビーファイター』のみ放送 |
| 鹿児島県      | 鹿児島放送       | テレビ朝日系列                               |                            |
| 沖縄県        | 琉球朝日放送     | テレビ朝日系列                               | 1995年10月開局から         |

## 関連作品
- 『ビーロボカブタック クリスマス大決戦!!』 - 2作品の主人公ブルービートとビーファイターカブトが登場。それぞれ、土屋大輔と中里栄臣が演じている。
- 『仮面ライダー×スーパー戦隊×宇宙刑事 スーパーヒーロー大戦Z』 - ゴーカイジャーの二段変身としてブルービートとビーファイターカブトが登場。